# بوغدان روسو
بوغدان روسو (بالرومانية: Bogdan Rusu) هو لاعب كرة قدم روماني في مركز الهجوم، ولد في 9 أبريل 1990 في براشوف في رومانيا. لعب مع داسيا يونييرا برايلا ونادي أسترا جورجو ونادي بترولول بلويشتي ونادي براشوف.

## وصلات خارجية
- بوغدان روسو على موقع قاعدة بيانات كرة القدم.إي يو (الإنجليزية)
- بوغدان روسو على موقع Soccerway.com (الإنجليزية)
- بوغدان روسو على موقع AS.com (الإسبانية)